# Xenagoniates bondi
Xenagoniates bondi är en fiskart som beskrevs av Myers 1942. Xenagoniates bondi ingår i släktet Xenagoniates och familjen Characidae. Inga underarter finns listade i Catalogue of Life.